# Distrikt Rutsiro
Der Distrikt Rutsiro (Kinyarwanda Akarere ka Rutsiro) ist einer der sieben Distrikte der Westprovinz in Ruanda.

## Geographie

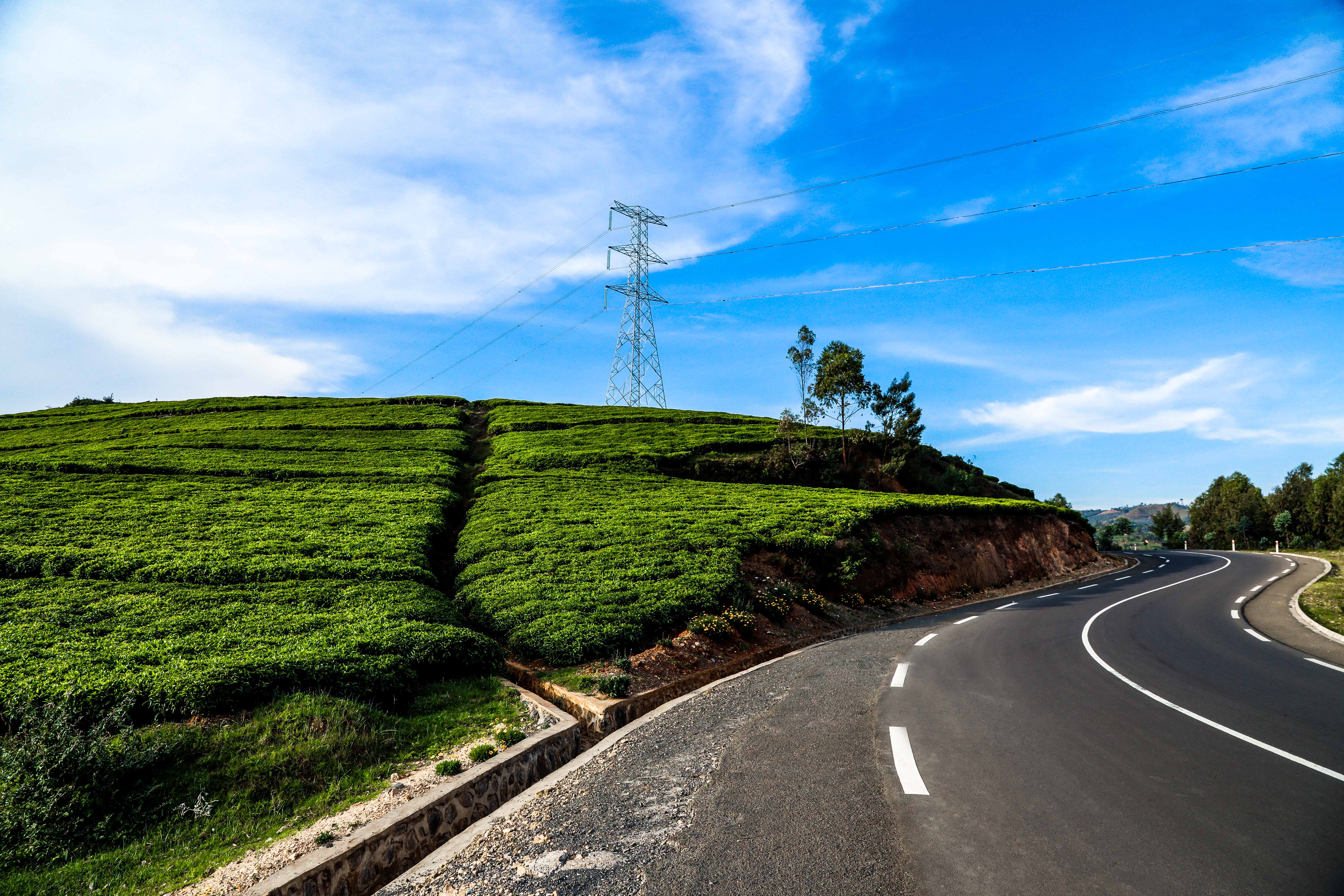
Straße durch den Distrikt entlang Teeplantagen

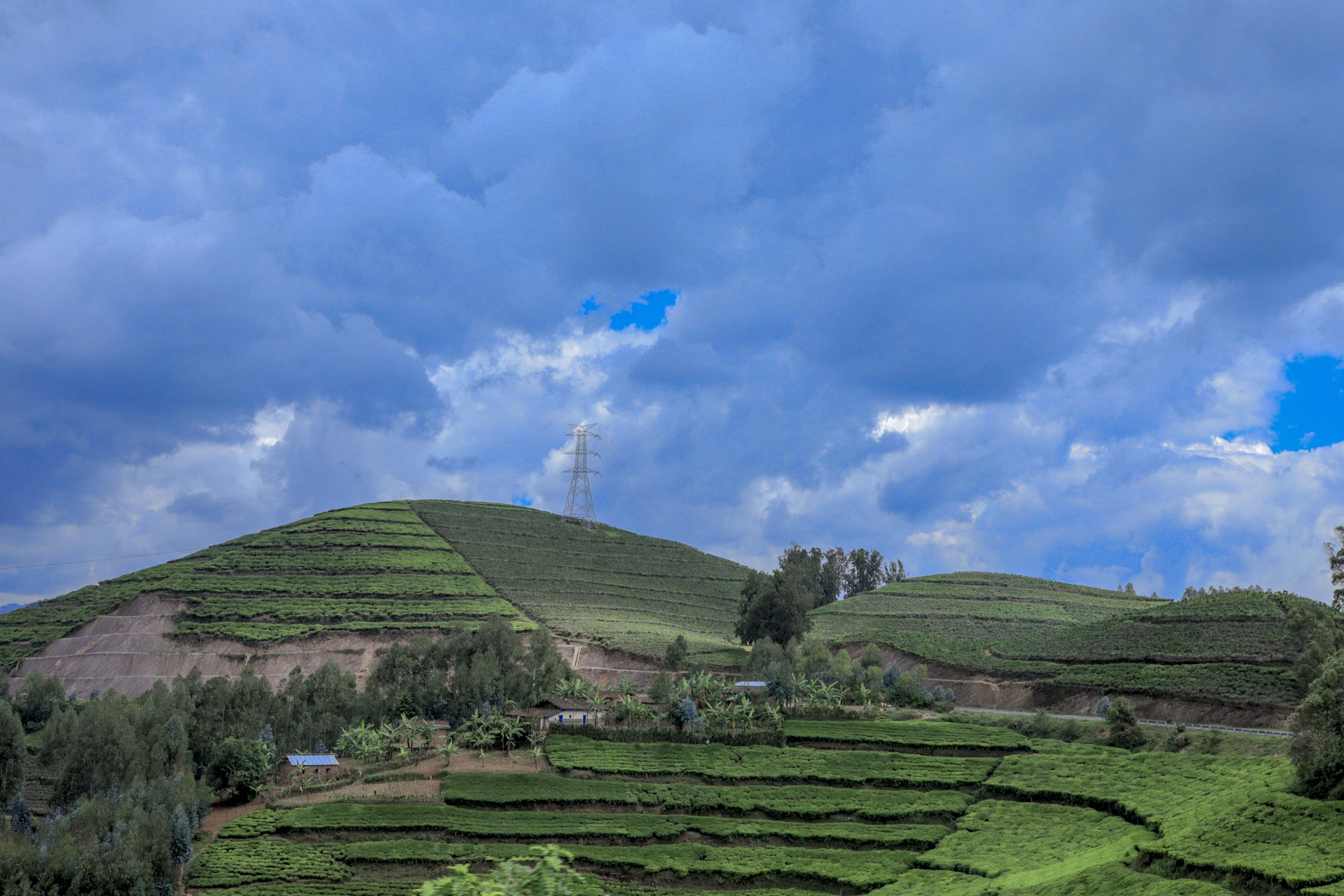
Landschaft im Distrikt

Im Westen liegt der Kiwusee und durch diesen verläuft die Grenze zur Demokratischen Republik Kongo. Nachbardistrikte innerhalb der Westprovinz sind im Norden Rubavu, im Nordosten Nyabihu, im Osten Ngororero und im Süden Karongi.
Der Distrikt Rutsiro ist in 13 Sektoren (imirenge) und 62 Verwaltungseinheiten (utugali) unterteilt. Die Sektoren sind Boneza, Gihango, Kigeyo, Kivumu, Manihira, Mukura, Murunda, Musasa, Mushonyi, Mushubati, Nyabirasi, Ruhango und Rusebeya. Der Distrikt weist insgesamt 483 Dörfer auf und hat eine Gesamtfläche von 1.157,3 km².
Innerhalb des Distrikts befinden sich Teile des Gishwati-Waldes. Große Teile des ursprünglichen Waldes wurden jedoch gerodet.

## Bevölkerung
Nach der Volkszählung von 2022 hat der Distrikt insgesamt 369.180 Einwohner. Der Bevölkerungstrend ist zunehmend.
|          |           | 2002    | 2012    | 2022    |
| -------- | --------- | ------- | ------- | ------- |
| Distrikt | Rutsiro   | 264.360 | 324.654 | 369.180 |
| Sektor   | Boneza    |         | 24.166  | 29.206  |
| Sektor   | Gihango   |         | 23.166  | 27.481  |
| Sektor   | Kigeyo    |         | 24.486  | 24.308  |
| Sektor   | Kivumu    |         | 32.961  | 35.027  |
| Sektor   | Manihira  |         | 16.098  | 19.386  |
| Sektor   | Mukura    |         | 33.440  | 38.627  |
| Sektor   | Murunda   |         | 18.478  | 23.401  |
| Sektor   | Musasa    |         | 22.805  | 25.716  |
| Sektor   | Mushonyi  |         | 24.038  | 24.085  |
| Sektor   | Mushubati |         | 25.822  | 31.539  |
| Sektor   | Nyabirasi |         | 28.971  | 33.304  |
| Sektor   | Ruhango   |         | 28.589  | 30.452  |
| Sektor   | Rusebeya  |         | 21.634  | 26.648  |

## Verkehr
Durch den Distrikt führt in wenigen Kilometern Abstand parallel zum Ufer des Kiwusees die Nationalstraße 11. Von dieser gehen mehrere District Roads ab, die Stand 2022 nicht asphaltiert sind.